# YJ-62
YJ-62 (Hán Việt: Ưng Kích 62; tiếng Trung: 鹰击-62; bính âm: yingji-62; nghĩa đen 'Đại bàng tấn công 62') là một loại tên lửa hành trình chống hạm và tên lửa tấn công mặt đất cận âm được thiết kế và sản xuất bởi Tập đoàn Khoa học và Công nghiệp Hàng không Vũ trụ Trung Quốc (CASIC).

## Thiết kế và phát triển

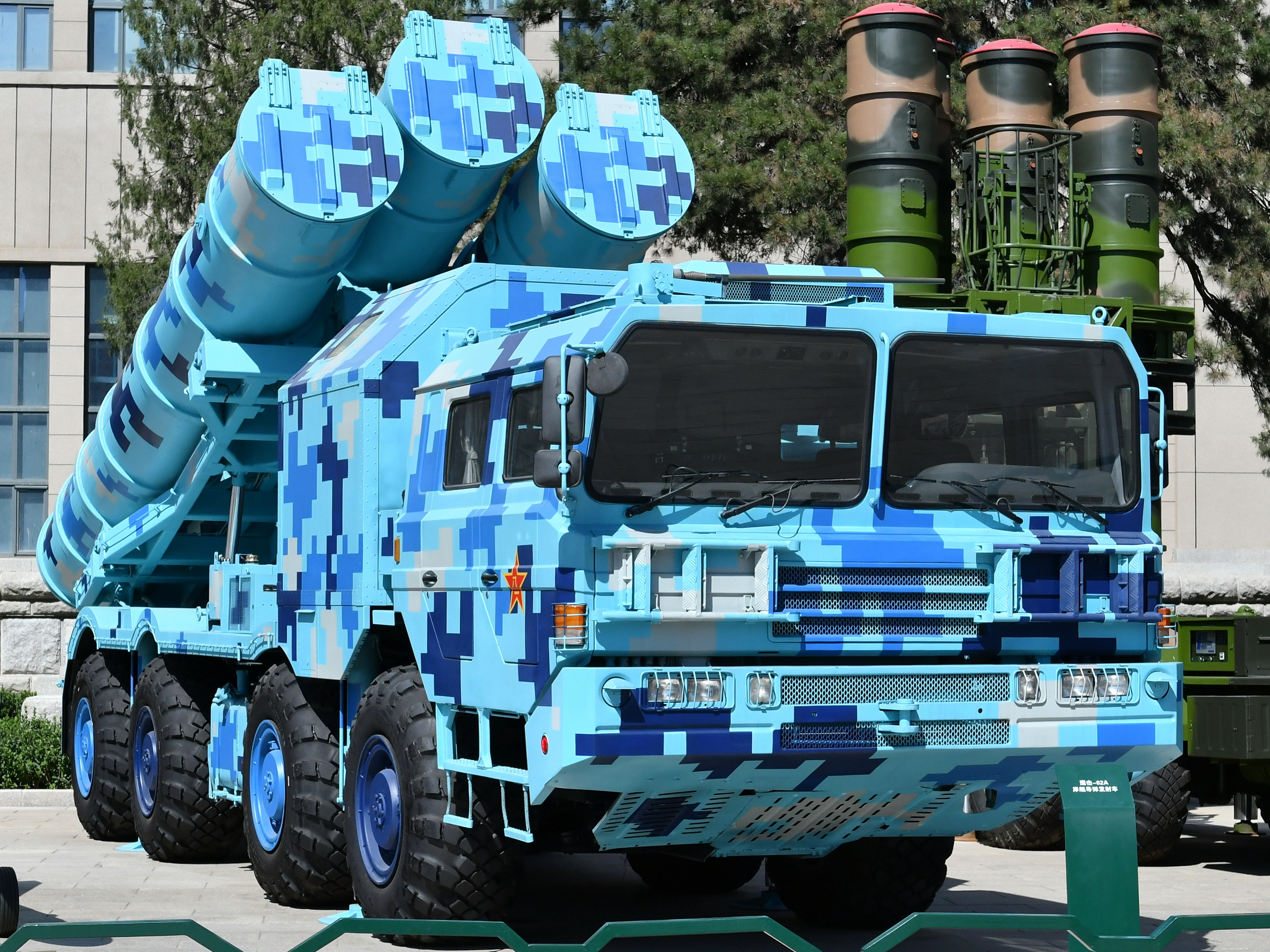
Xe phóng tự hành TA580/TAS5380 mang tên lửa YJ-62A

Trong một bài báo xuất bản tháng 9 năm 2014 trên Joint Forces Quarterly, YJ-62 có đầu đạn nặng 210 kg (460 lb), vận tốc bay đạt khoảng Mach 0,6 đến 0,8 (735–980 km/h; 457–609 dặm/h), và độ cao bay tấn công mục tiêu ở pha cuối là 7–10 m (23–33 ft) khi bay lướt trên mặt nước. Tên lửa sử dụng hệ thống dẫn đường quán tính thông qua dữ liệu GPS, Bắc Đẩu, và một cảm biến đầu cuối chủ động. Báo cáo năm 2017 của Viện Nghiên cứu Hàng hải Trung Quốc (CSMI) ghi nhận rằng đầu dò radar chủ động của YJ-62 có phạm vi hoạt động là 22 hải lý (41 km).
Năm 2015, Văn phòng Tình báo Hải quân Mỹ nhận định YJ-62 phiên bản gốc phải có tầm bắn xa hơn so với tầm bắn 280 km (170 dặm; 150 hải lý) của phiên bản xuất khẩu C-602, và họ đưa ra con số ít nhất là 400 km. Báo cáo CSMI năm 2017 lưu ý, tầm bắn xa như vậy cho thấy tên lửa nhận được mục tiêu khi phóng từ nhiều nền tảng khác nhau. Phiên bản YJ-62A được ghi nhận có tầm bắn lên tới 400 km (250 dặm; 220 hải lý).

### C-602
C-602 là phiên bản xuất khẩu của YJ-62, với tầm bắn 280 km, trang bị đầu đạn bán xuyên giáp nặng 300 kg (660 lb) và dẫn đường bằng GPS. Vì đây là bản xuất khẩu nên Trung Quốc đã cắt giảm tầm bắn so với bản gốc để tuân thủ Chế độ Kiểm soát Công nghệ Tên lửa.
Trung Quốc tiết lộ C-602 vào tháng 9 năm 2005, và lần đầu tiên trưng bày bên ngoài lãnh thổ nước này tại triển lãm Hàng không vũ trụ và Quốc phòng Châu Phi năm 2006.

### CM-602G
CM-602G là phiên bản tấn công mặt đất của C-602. Nó được giới thiệu là có tầm bắn 290 km (180 dặm), trang bị đầu đạn nổ mảnh hoặc xuyên phá nặng 480 kg (1.060 lb), và hệ thống dẫn đường quán tính sử dụng dữ liệu GPS có thể điều khiển bằng lệnh khi cần thiết.
Phiên bản này được trưng bày tại Triển lãm Hàng không và Vũ trụ Quốc tế Trung Quốc năm 2012.

## Biến thể

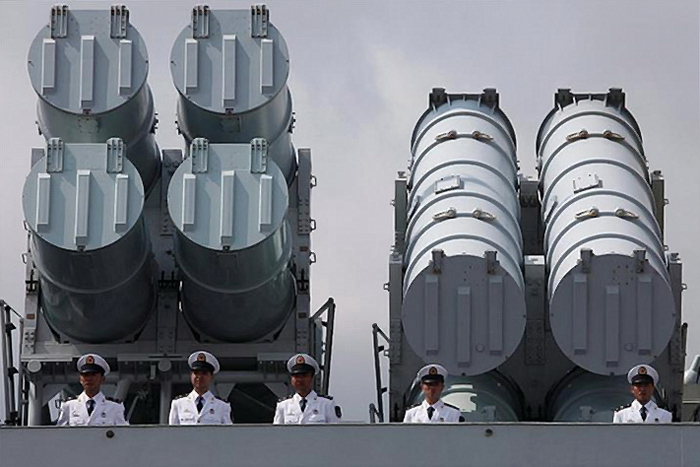
Thủy thủ Trung Quốc đứng cạnh bệ phóng tên lửa chống hạm trên tàu chiến Hải Khẩu vào năm 2012

YJ-62
Phiên bản đầu tiên.
YJ-62A
Phiên bản tăng tầm bắn.
C-602
Phiên bản xuất khẩu.
CM-602G
Phiên bản tấn công mặt đất.

## Quốc gia sử dụng
Trung Quốc
- Hải quân Trung Quốc[2][6]
- Lực lượng Phòng thủ Bờ biển Hải quân Trung Quốc: Hơn 120 tên lửa (tính đến năm 2012)[8]

 Pakistan
- Bộ tư lệnh Lực lượng Chiến lược Hải quân: Tên lửa C-602 được sử dụng với vai trò phòng thủ bờ biển; quân đội Pakistan gọi C-602 là Zarb.[9]